# Issoria excelsior
Issoria excelsior is een vlinder uit de familie van de Nymphalidae. De wetenschappelijke naam van de soort is voor het eerst geldig gepubliceerd in 1895 door Arthur Gardiner Butler.